# 四日市市立中部中学校
四日市市立中部中学校（よっかいちしりつ ちゅうぶちゅうがっこう）は、三重県四日市市にある公立中学校。

## 概要
呼称
中部、中部中など
校則
繁華街が近いため、ゲームセンターやカラオケボックス関連の校則もある。
その他
外国の転入生のために、日本語を勉強する「ワールド教室」や「いずみ教室」、特別支援学級［6A(難聴)・6B(障害)］がある。また、多様な国籍の生徒在籍する。

## 沿革
- 1947年 - 四日市市立中部中学校創立。四日市第一小学校を仮校舎として開設。
- 1950年 - 校舎増築
- 1951年 - 校歌制定（作詞：壽岳文章、作曲：大澤寿人）
- 1953年 - 校旗制定
- 1956年 - 旧校舎落成式
- 1961年 - 特別教室完成
- 1962年 - プールおよび付帯設備・技術室完成
- 1965年 - 体育管完成
- 1972年 - クラブハウス完成
- 1977年 - 校訓「美しく生きる」設定
- 1982年 - 特別教室棟完成
- 1983年 - 難聴教室・体育館付帯設備完成
- 1985年 - 体育倉庫完成
- 1990年 - 新校舎建設工事開始
- 1991年 - 新校舎落成式記念式典挙行
- 1992年 - 新テニスコート・新体育倉庫・新プール完成
- 1995年 - 「市立中部中学校」校名板設置
- 2001年 - 赤外線補聴システム設置
- 2003年 - 体育館耐震工事完成成
- 2006年 - バリアフリー化工事完成、四日市版コミュニティスクール設置
- 2008年 - 四日市市防災備蓄倉庫設置
- 2011年 - 四日市市防災備蓄倉庫設置
- 2013年 - 避難所表示灯、グランド井戸、地震時自動開錠防災ボックス設置
- 2014年 - 避難施設整備（北館屋上手すり、自家用発電機設置）
- 2015年 - 図書室エアコン設置置
- 2016年 - 校名表示「市立中部中学校」から「四日市市立中部中学校」に付け替え
- 2017年 - 中部中学校運営協議会が地域学校協働活動における文部科学大臣賞を受賞

## 教育方針
学校づくりへの5つの柱
- 確かな学力がつく場
- 新しい魅力ある校風づくりに挑戦する場
- こころの安らぎをもたらす楽しい場
- とことん生徒にかかわる教師集団の場
- 開かれた場

校訓
美しく生きる
結果を恐れず、何事にも前向きに取り組む姿が、美しい生き方である。

## 学校行事
- 4月 - 入学式、始業式、着任式
- 5月 - 修学旅行（3年）、自然教室（1年）、職場体験学習（2年）
- 6月 - 期末テスト（全校）
- 7月 - 終業式
- 8月 - 夏休み、中体連【運動部のみ】
- 9月 - 始業式、実力テスト、体育祭
- 10月 - 地域スペシャリスト授業（1年）、中間テスト（全校）
- 11月 - 文化祭、三泗音楽会（3年）、三泗駅伝大会、
- 12月 - 期末テスト（全校）、終業式
- 1月 - 始業式、実力テスト、卒業テスト（3年）
- 2月 - 学年末テスト（1,2年）
- 3月 - 卒業式、修了式、離任式・退任式

## 生徒会活動
- 生徒会本部 - 会長、副会長、執行委員の合わせて7人
- 学級委員 - 「室長」と呼ばれる。1クラスで男女1人ずつ選任。
- 生活委員会 - 主に制服に乱れがないかどうかの点検
- 整美委員会 - 教室内の整美、ワックス作業
- 厚生福祉委員会 - 赤い羽根共同募金の呼びかけ、ペットボトルキャップの回収作業
- 保健委員会 - せっけん補充、ハンカチ爪チェック

- 放送委員会 - 昼食、清掃時の放送
- 図書委員会-図書室の運営

任期
生徒会本部役員は、後期から1年後の生徒会役員選挙まで。
室長は、前期、後期で2回ずつ選出する。
委員会も室長と同様である。

## 部活動
- 運動系部活動
  - 野球部(男子)
  - バレーボール部(女子)
  - ソフトボール部(女子)
  - 男子ソフトテニス部
  - 女子ソフトテニス部
  - 男子バスケットボール部
  - 女子バスケットボール部
  - 卓球部(男子)
  - 柔道部

- 文化系部活動
  - 吹奏楽部
  - アートクラフト部

運動部は、8月に行われる中体連、9月に行われる新人大会などに出場し、吹奏楽部はコンクールなどに出場する。
駅伝大会の前になると、駅伝部が始動し、体育祭や体力テストの長距離で優秀な成績を収めたものが男女駅伝部の部員となる。
課外活動として、体操や水泳、剣道などがある。

## 通学区域
四日市市立中部西小学校区の全域
- 北町
- 諏訪栄町
- 諏訪町
- 中部
- 西浦（一・二丁目）
- 西新地
- 西町
- 堀木（一・二丁目）
- 元町

四日市市立中央小学校区の全域(一部は他の中学を選択可能)
- 相生町
- 稲葉町
- 沖の島町
- 尾上町
- 北条町
- 北納屋町
- 北浜町
- 蔵町
- 栄町
- 新々町
- 新町
- 大協町一丁目
- 高砂町
- 千歳町
- 中納屋町
- 中町
- 西末広町
- 八幡町
- 浜町
- 本町
- 南納屋町
- 元新町

## 学区・校区内の主な施設
- トナリエ四日市
- アピタ四日市店
- 近鉄百貨店四日市店
- 近鉄四日市駅
- 四日市あすなろう鉄道
- JR四日市駅
- 四日市市立博物館
- 四日市市立図書館
- 四日市市文化会館
- 四日市市役所
- 四日市市消防本部中消防署

## 交通
- 近鉄四日市駅から徒歩10分
- JR四日市駅から徒歩25分
- 東名阪自動車道四日市ICより国道164号を東へ20分
- 国道1号、国道23号より国道164号を西へ5分

## 著名な関係者
出身者
- 岡田克也 （元民主党幹事長、外務大臣、副総理・行政改革担当大臣、民進党代表）